# Bonifatiuskerk (Ter Idzard)
De Bonifatiuskerk is een kerkgebouw in Ter Idzard in de Nederlandse provincie Friesland. De kerk is een rijksmonument.

## Geschiedenis
De laatgotische kerk uit begin 16e eeuw was oorspronkelijk gewijd aan Bonifatius. In 1903 kreeg de kerk naar plannen van W.A. Scheenstra en H. Edinga een toren en een nieuwe westgevel. In 1926 kreeg de toren een spits. Tot het interieur behoren drie epitafen van de familie Van Idzarda. Het door Jan van Gelder gebouwde kabinetorgel (1895) werd in 1937 geplaatst door Bakker & Timmenga en in 1979 overgeplaatst naar de kerk van Schurega.
De kerk is sinds 1978 buiten gebruik en is eigendom van de Stichting Alde Fryske Tsjerken. In 2009-2010 werd de kerk gerestaureerd. 

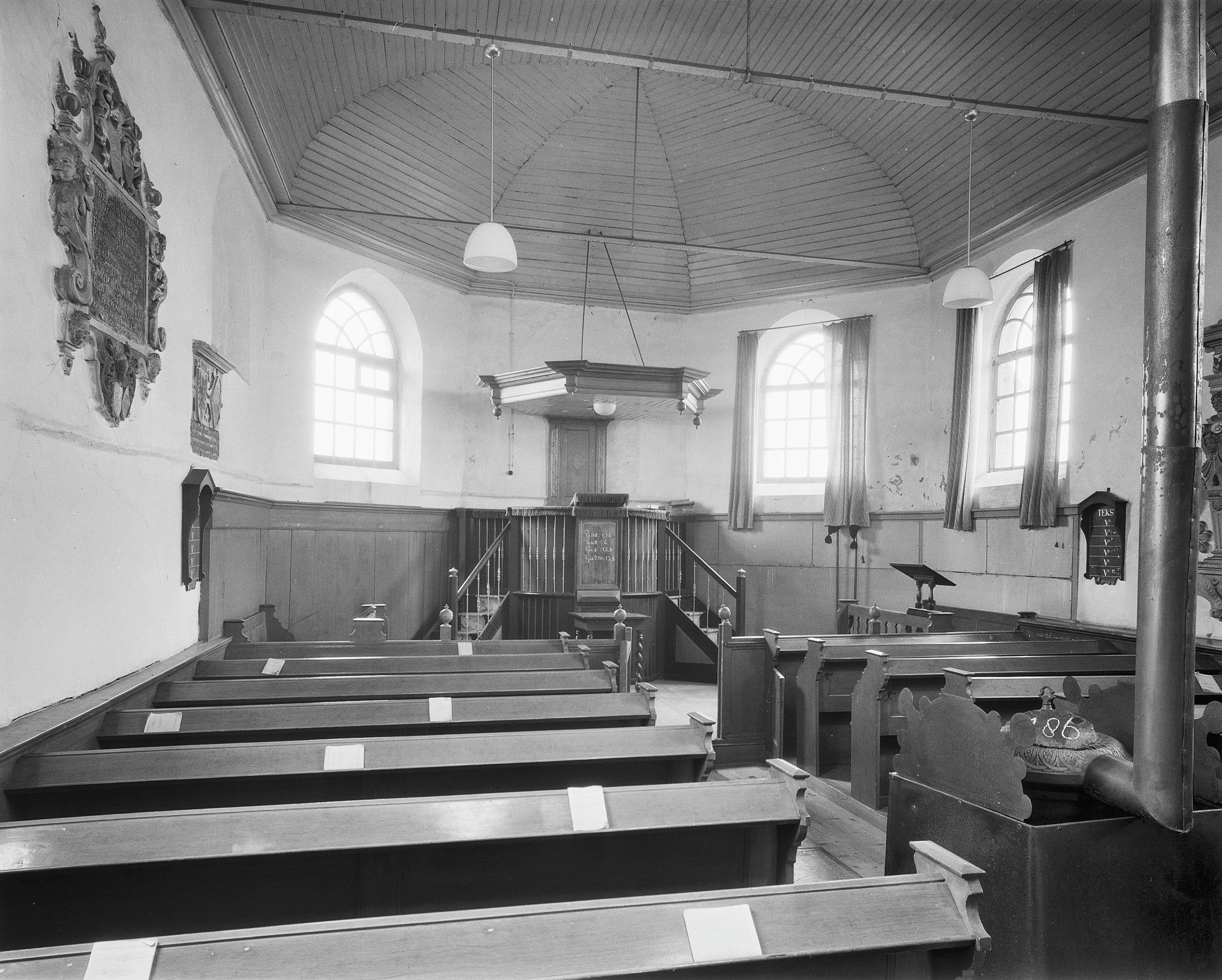
Interieur met preekstoel (1959)
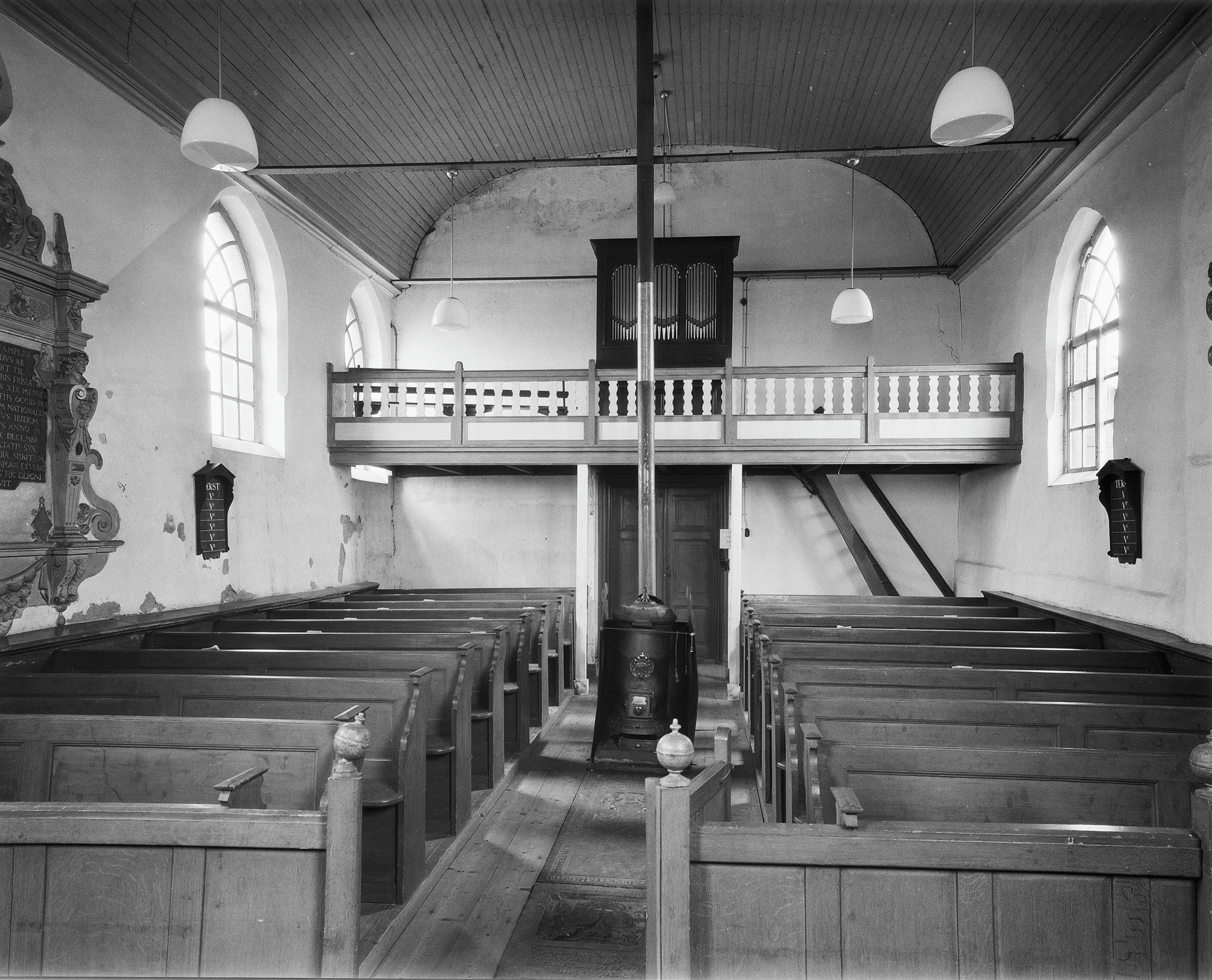
Interieur met orgel (1959)